# Weipoort
Weipoort is een buurtschap in Zuid-Holland in de gemeente Zoeterwoude. Het bestaat uit een lange weg langs de Weipoortse Vliet met, vanuit Zoeterwoude-Rijndijk bezien, de Ommedijkseweg, de Weipoortseweg en de voor autoverkeer doodlopende Uiterdijk die uitkomt bij het Noord Aa-gebied en de Gelderswoudse Polder. Voor fietsers en wandelaars lopen er twee kerkpaden richting Zuidbuurt en één smal pad met een bruggetje over de Weipoortse Vliet door de weilanden richting Gelderswoude.
Oorspronkelijk was de buurtschap een agrarisch gebied, maar tegenwoordig is het ook een geliefde woonlocatie in de gemeente Zoeterwoude.

## Afbeeldingen

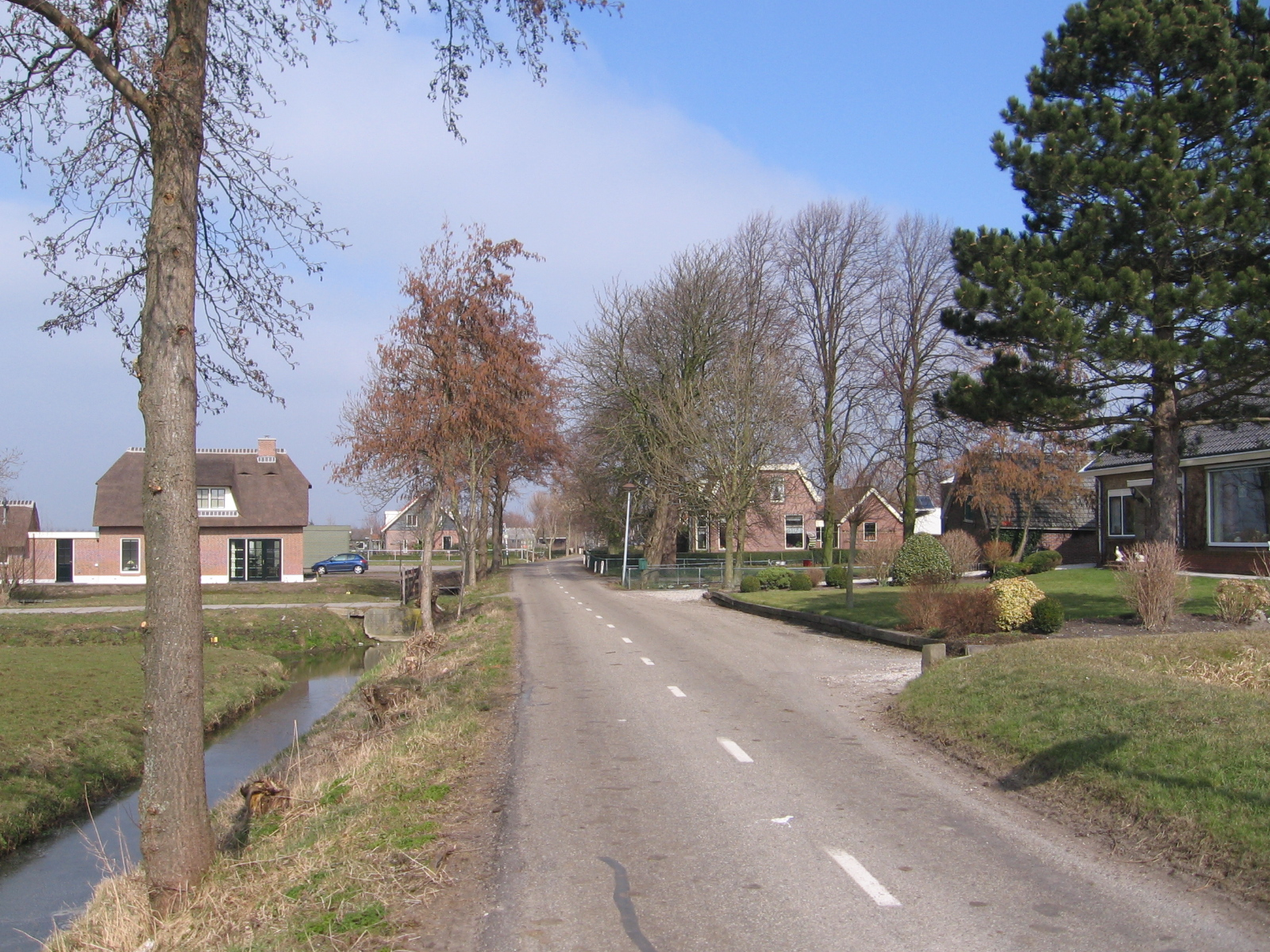
Weipoort
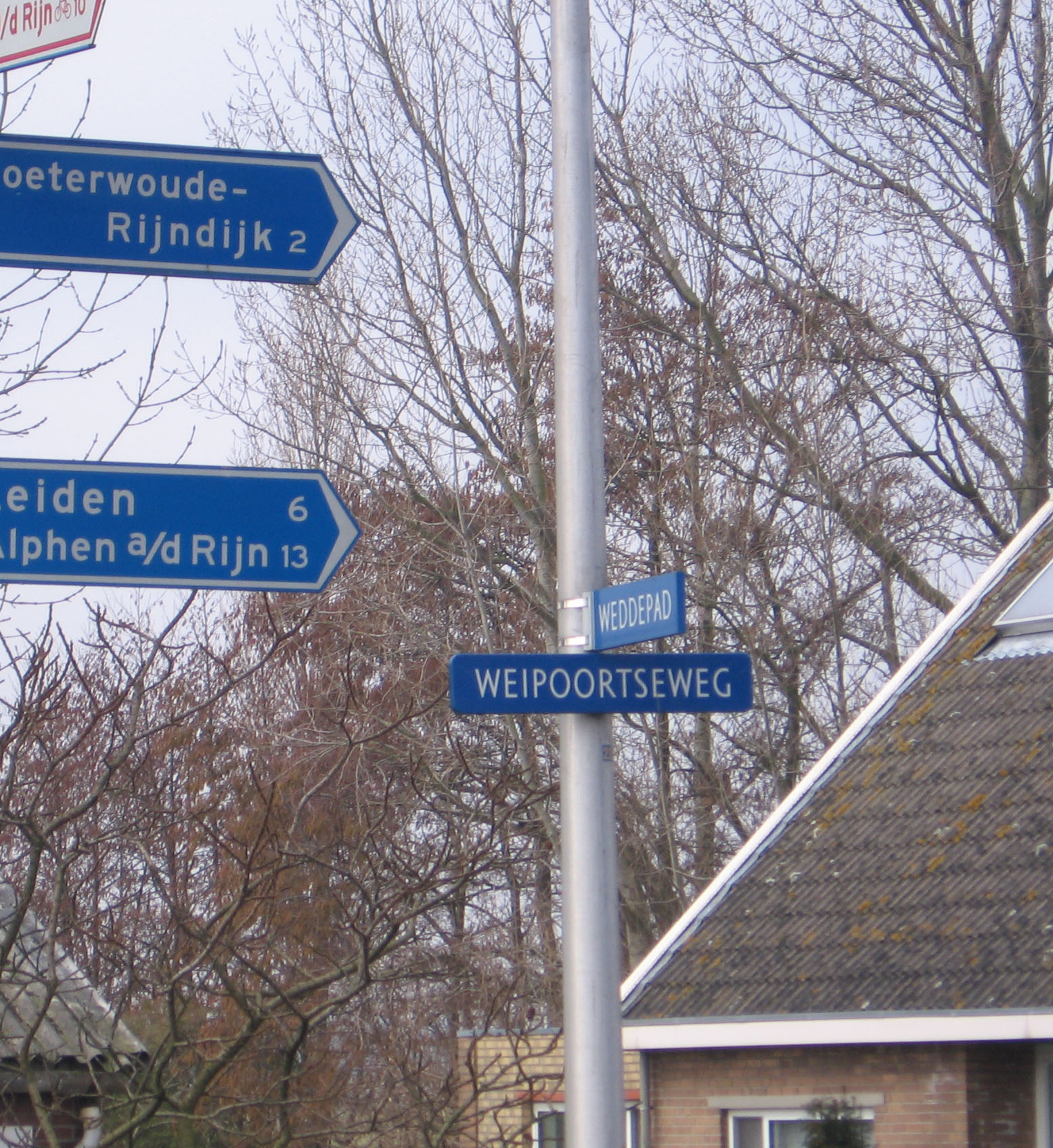
Weipoortseweg
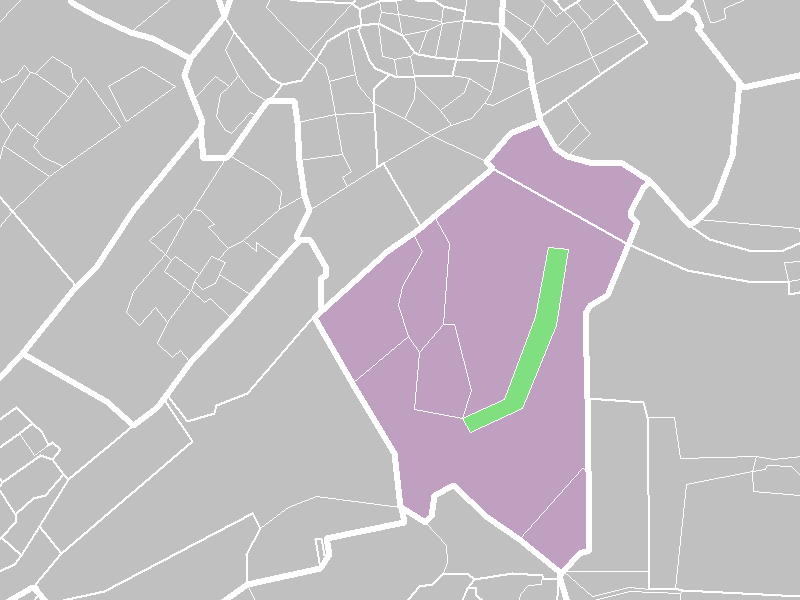
Afgrenzing volgens het CBS (groen)

Dorpen: Gelderswoude · Zoeterwoude-Dorp · Zoeterwoude-Rijndijk

Buurtschappen: Noord Aa · Miening · Weipoort · Westeinde · Zuidbuurt

Verspreide huizen: Geerpolder

Voormalige buurtschap: Hoogstraat · Noordbuurt 

Zuid-Holland: Steden en dorpen    Nederland: Provincies · Gemeenten